# لشكية
الفصيلة اللشكية أو اللشك (الاسم العلمي: Echeneidae) هي فصيلة من الأسماك تتبع رتبة الفرخيات من طائفة الأسماك العظمية. وهي من الأسماك البحرية التي تنتشر في المياه البحرية المدارية والبحر الأسود. تتحوّل زعنفتها الظهرية الأولى التي تقع في مقدّمة الرأس إلى ممصّات تحمل كلاً منها مجموعة من الطيات التي تساعد على التصاق السمكة بحاملها. يتراوح طولها بين الـ18 سنتيمتراً والمتر الواحد وتتميّز جميعها بجسمها النحيل والطويل وبحراشفها الدائرية الصغيرة وبالممصّ الذي تستخدمه لتثبيت نفسها على الأسماك والحيتان والسلاحف وغيرها. تعيش صغارها حرة ولا تلتصق بالأجسام العائمة في الماء سواء الميتة أو الحية منها قبل أن يصل طولها إلى 40 أو 80 مم.
سمكة الريمورا' (اللزاق) سمك الريمورا نوع من السمك على رأسه ممص يساعده على الالتصاق بالحيوانات البحرية الأكبر حجما وهو يعيش في البحار الدافئة ويتراوح طول السمكة الواحدة بين 15 و110سم .
وممص سمك الريمورا زعنفة ظهرية محورة تشبه قاعدة حذاء مطاطي وللممص زوائد تفتح وتغلق للقيام بشفطة قوية
تلصق هذه الأسماك أنفسها بمجموعة متنوعة من الحيوانات تُسمى العائل .
وتشمل هذه الحيوانات سمك القرش والشفنين البحري والأسماك الأخرى الكبيرة والزحالف البحرية والحيتان وتوجد أنواع محددة منها ملتزمة بحيوانات عائل مُعينة فعلى سبيل المثال، يلصق نوع من الريمورا يُسمَّى مصاص الحوت نفسه على الحيتان فقط ويحصل بذلك على ركوب مجاني من عائله كما يحصل على الغذاء من فضلات الطعام الذي يتركه العائل وتقوم الريمورا بتخليص العائل من الطفيليات الخارجية وبعض الريمورا تلتصق على حواف السفن والأجسام الطافية الأخرى .

## أجناس
- اللشك (الاسم العلمي: Echeneis)
- لشك الرامورة (الاسم العلمي: Romera)
- لشك الفتيرية (الاسم العلمي: Phtheirichthys)